# 故宮三寶
25°06′07″N 121°32′55″E / 25.10194°N 121.54861°E
故宮三寶一般是指臺北國立故宮博物院蒐藏的范寬〈谿山行旅圖〉、郭熙〈早春圖〉和李唐〈萬壑松風圖〉等三幅北宋巨碑式水墨畫。近年亦有將翠玉白菜、肉形石和毛公鼎合稱之說法。

## 緣起
1950年代開始，李霖燦、高居翰（James Cahill）、方聞、班宗華（Richard M. Barnhart）和艾瑞慈（Richard Edwards）等藝術史學家時常在其學術講座和論文著作中舉出〈谿山行旅圖〉、〈早春圖〉和〈萬壑松風圖〉等三幅北宋宗派大家的山水畫並列提及，作為藝術史斷代分析的佐證，於是在學界內有了「故宮三寶」、「鎮院三寶」的說法，加上自1972年起院方與日本二玄社合作透過複製畫的形式到各地巡迴宣傳，使得故宮三寶儼然成為中國水墨畫的無上神品。
由於這些書畫類作品在水墨設色蘊含心靈層次的儒、道哲學，欣賞經驗較少的參訪者不容易產生共鳴，加上書畫囿於有機材質「紙壽千年、絹壽八百」的限制，保存極不容易，故須每季定期更換展件，從中另行挑選藝術史上名蹟與保存狀況不佳者，嚴格限制間隔至少三或四年才能於特展展出最多42天，而故宮三寶即為上述限展書畫，因此平時參訪者無緣目睹。
1996年故宮文物赴美國「中華瑰寶」巡迴展行前預展時，竟包含故宮三寶在內共有27件限展書畫列名借展清單，引發輿論譁然，學術藝文界撻伐聲不斷；前國立故宮博物院副院長江兆申指出〈谿山行旅圖〉在內的9件書畫曾於1961年赴美巡展時受到損傷，因此不贊同讓限展書畫出國，尤其是故宮三寶；其後立法院通過臨時決議，書面建議故宮三寶不可出國，教育部亦召集了6名專家學者組成專案小組審查，迫使策展方在選件上放棄了故宮三寶在內的多件限展書畫。透過媒體大幅報導，此風波持續了半個月才漸平息，故宮三寶也因此為一般民眾所知。

## 近代
由於故宮三寶為限展書畫且嚴格限制展覽時間，許多年才展出一次且短短幾十天，平時參訪者多無緣目睹，在民間的知名度不如其他高人氣的常設性展品。因此旅遊業者在近年來將常態展出的翠玉白菜、肉形石和毛公鼎〉並列形容成華人民間小吃「酸菜白肉鍋」，透過雅俗共賞的介紹獲得極高人氣，使這三件文物被合稱為民間版的「故宮三寶」。
這三件文物的評等上，毛公鼎是國寶級文物，而翠玉白菜和肉形石被列為重要古物，例如翠玉白菜在臺灣故宮就有三個，北京故宮和天津博物館也各有一個，較不那麼珍稀。但因為三者在民間的高人氣，故宮方面也特別規劃將翠玉白菜和肉形石輪流於北部院區和南部院區的獨立展廳中常設展出，而國寶級文物毛公鼎則於北部院區第一展覽大樓三樓廊廳裡常設展出。

## 外部連結
- 國立故宮博物院 （页面存档备份，存于）